# Pygochelidon
Pygochelidon is een geslacht van zangvogels uit de familie zwaluwen (Hirundinidae).

## Soorten
Het geslacht kent de volgende soorten:
- Pygochelidon cyanoleuca  – Blauw-witte zwaluw
- Pygochelidon melanoleuca  – Zwartkraagzwaluw